# Balkanspett
Balkanspett (Dendrocopos syriacus) är en hackspett som förekommer i östra och sydöstra Europa och i västra Asien,  nära släkt med och mycket lik större hackspett.

## Utseende och läte
Balkanspetten är en medelstor svartvit hackspett, 23–25 centimeter lång. Liksom större hackspett har hanen en endast en liten röd fläck på nacken (honan saknar denna) samt stora vita skulderfläckar och röd undergump. Den skiljer sig på att sakna ett svart band mellan nacken och det svarta strecket på halssidan, vilket ger den en större vit kind. Den har även ljusa fjädrar vid näsborrarna (större hackspett har svarta) samt längre näbb och inte lika mycket vitt på yttre stjärtfjädrarna. Ungfåglarna har likt större hackspett röd hjässa.

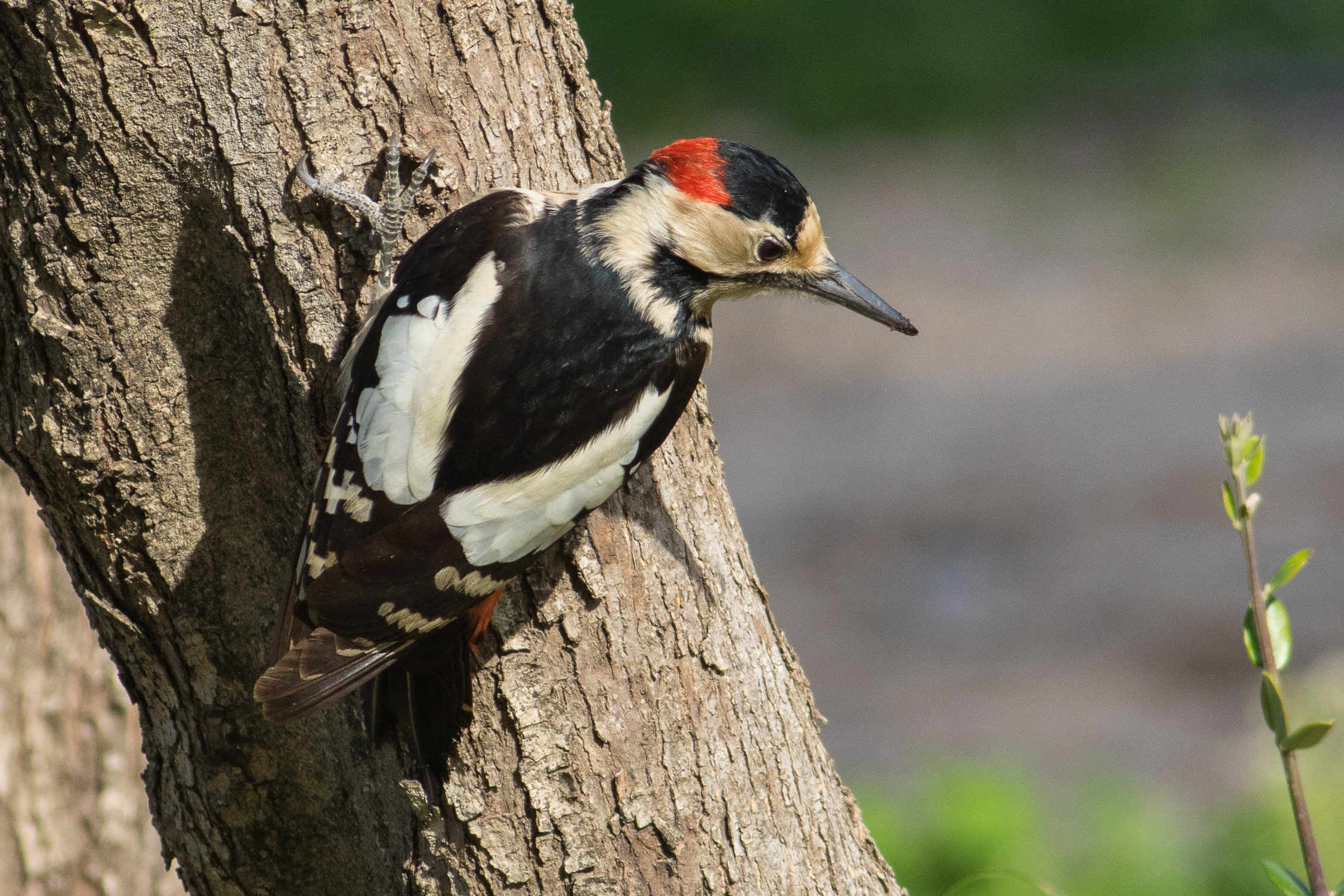
Hane balkanspett i Israel.

Även lätet liknar större hackspetten, men är mjukare: gipp snarare än kick!. Den trummar något längre, 0,8-1,2 sekunder, avtagande i styrka på slutet. Jämfört med vitryggig hackspett är trumvirveln snabbare och kortare.

## Utbredning och systematik
Balkanspetten förekommer i sydöstra Europa, Transkaukasus och Turkiet till Iran, Israel och Jordanien. Den har under senare tid vidgat sitt utbredningsområde kraftigt åt norr i Europa. Tidigare var den begränsad till östra Medelhavsområdet men återfinns nu i hela Balkan och vidare in i Centraleuropa och Polen. Den har även setts i Litauen 2002 och i tyska Bayern 2015-2016.

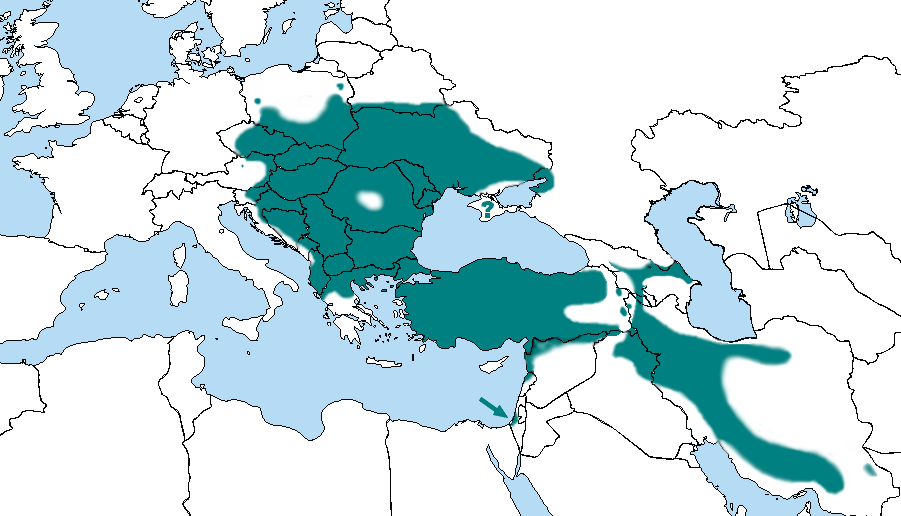
Balkanspettens utbredningsområde.

Balkanspetten behandlas antingen som monotypisk eller delas in i tre underarter med följande utbredning:
- Dendrocopos syriacus syriacus – sydöstra Europa till Turkiet och sydvästra Iran
- Dendrocopos syriacus transcaucasicus – Transkaukasus och norra Iran
- Dendrocopos syriacus milleri – sydöstra Iran

## Ekologi
Balkanspetten förekommer i öppet landskap med skogsområden, som fruktträdgårdar, parker, alléer, olivlundar, vingårdar och trädgårdar. Från mitten av april till maj, sällsynt in i juni, lägger den tre till sju ägg. Bohålet hackas ut av båda könen, men främst av hanen. Balkanspetten är en allätare som intar insekter, sniglar, maskar, bär, sav, nötter och frön.

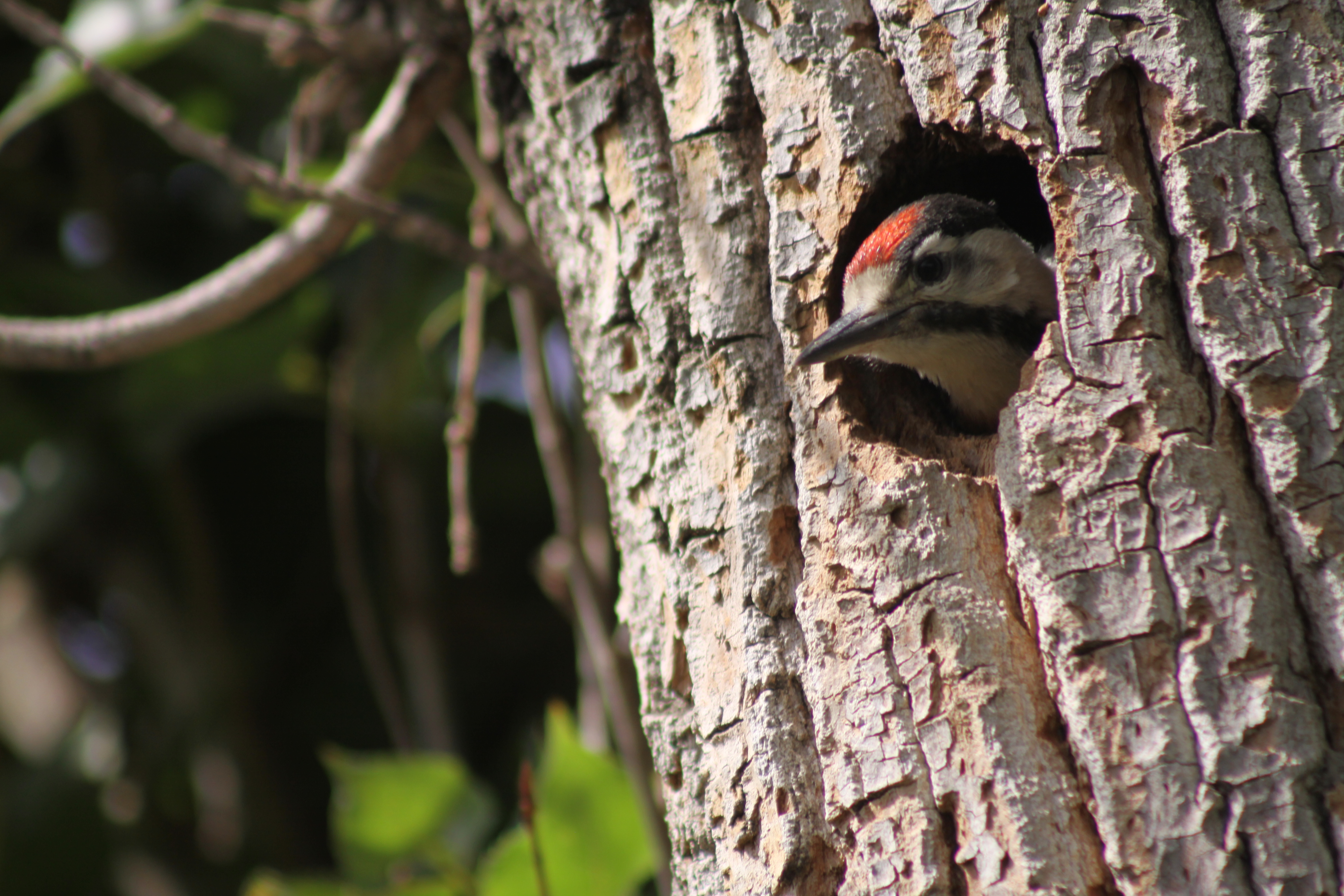
Ungfågel som tittar ut ur bohålet i Jerusalem, Israel.

## Status
Arten har ett stort utbredningsområde och internationella naturvårdsunionen IUCN kategoriserar arten som livskraftig. Beståndsutvecklingen är dock oklar. Världspopulationen uppskattas till mellan 806 000 och 1 930 000 adulta individer.